# Slick Rick
Richard Walters (Londres, 14 de janeiro de 1965), mais conhecido pelos seus nomes artísticos Slick Rick, MC Ricky D e Rick the Ruler, é um rapper britânico. Rick iniciou sua carreira em 1983 e é considerado um dos principais artistas da era do ouro do hip hop.

## Discografia
- The Great Adventures of Slick Rick
  - Lançado: 3 de novembro de 1988
  - Posição topo na Billboard 200: #31
  - Posição topo na R&B/Hip-Hop: #1
  - Última certificação da RIAA: Platina[2]
  - Singles: "Teenage Love", "Children's Story" & "Hey Young World"

- The Ruler's Back
  - Lançado: 2 de julho de 1991
  - Posição topo na Billboard 200: #29
  - Posição topo na R&B/Hip-Hop: #18
  - Última certificação da RIAA: Nenhuma
  - Singles: " A Woman in Love With Other Men", "It's A Boy" & "I Shouldn't Have Done It"

- Behind Bars
  - Lançado: 22 de novembro de 1994
  - Posição topo na Billboard 200: #51
  - Posição topo naR&B/Hip-Hop: #11
  - Última certificação da RIAA: Nenhuma
  - Singles: "Behind Bars" & "Sittin' In My Car"

- The Art of Storytelling
  - Lançado: 25 de maio de 1999
  - Posição topo na Billboard 200: #8
  - Posição topo na R&B/Hip-Hop: #1
  - Last RIAA Certification: Ouo[2]
  - Singles: "Street Talkin'"